# 塔里他里哈遗址
塔里他里哈遗址，位于中国青海省海西蒙古族藏族自治州都兰县诺木洪乡，1957年12月13日公布为第二批青海省文物保护单位，2013年3月5日公布为第七批全国重点文物保护单位。